# Alibi (entreprise)
Pour les articles homonymes, voir Alibi (homonymie).
Alibi est un créateur de catamarans de grande croisière semi custom.
Son modèle phare, l’Alibi 54, s'appuie sur la technologie diesel électrique pour proposer un bateau à la fois performant et très confortable. En effet, avec cette technologie hybride, tous les éléments de confort, habituellement réservés à un usage terrestre, trouvent dans la génératrice déjà en place pour la propulsion une source d’électricité parfaitement adaptée.
L'entreprise est mise en liquidation judiciaire en 2017 en l'absence de commande cette même année et de difficultés logistiques et techniques. 

## Autres spécifications
- Largeur flottaison : 16,25 m
- Mât : 21,5 m
- Tirant d'air : 24,0 m
- Voiles : Grand voile (112 m2), Solent (43 m2), Code 0 (90 m2), Spi asymétrique (270 m2).